# Municipio Maracaibo
Maracaibo es un municipio ubicado en el Noroeste del estado venezolano del Zulia. Con una superficie de 1393 km², es el cuarto municipio más pequeño del estado, y limita al norte con Mara, al sur con San Francisco, al este con el lago de Maracaibo, y al oeste con Lossada. Está compuesto por dieciocho parroquias y dos ciudades: San Isidro y la capital municipal y estadal, Maracaibo.
Con 1 972 040 habitantes, es el municipio más poblado del estado. Su capital es la ciudad más poblada del estado y la segunda del país, después de Caracas. Con una densidad poblacional de 3876.39, es el municipio más hacinado del estado.

## Historia
Luego de la Independencia, la división política administrativa se hacía por Distritos. En 1862 se crea el Concejo Municipal del Distrito Maracaibo, bajo la alcaldía de Luis Araujo Guevara. Tras dos largas dictaduras, en 1958, se elige democráticamente a Noel Vidal, cambiándose el nombre de Distrito al de Municipio Maracaibo.
Según el Título I, artículo 3 de la Ley Orgánica de Régimen Municipal de 1978, el municipio constituye la unidad política primaria y autónoma dentro de la organización social establecida en una extensión determinada de territorio. Tiene personalidad jurídica y su representación la ejercerán los órganos determinados en esta Ley.
Su organización será de carácter democrático y tendrá por finalidad el eficaz gobierno y administración de los intereses peculiares de la entidad.
Esta ley fue reformulada en 1989 y estableció que el gobierno municipal se ejerce por un alcalde (como rama ejecutiva) y un consejo municipal (como rama deliberante), correspondiéndole a este último la función de legislar y ejercer control sobre el primero.
En 1990, con la implementación de la elección directa de las autoridades municipales —alcaldes y concejales— entró en vigencia la nueva Ley de División Político-Territorial de Venezuela, mediante la cual los estados quedaron organizados en municipios, y estos, a su vez, en parroquias.
El 22 de enero de 1995, el municipio Maracaibo se divide para crear el  Municipio San Francisco, adoptando el municipio Maracaibo su forma actual.
El 8 de junio de 2005 según Gaceta Oficial N° 38.204 entra en vigencia la Ley Orgánica de Poder Público Municipal que establece entre sus fundamentos «desarrollar los principios constitucionales, relativos al Poder Público Municipal, su autonomía, organización y funcionamiento, gobierno, administración y control, para el efectivo ejercicio de la participación protagónica del pueblo en los asuntos propios de la vida local, conforme a los valores de la democracia participativa, la corresponsabilidad social, la planificación, la descentralización y la transferencia a las comunidades y grupos vecinales organizados.

## Infraestructura

### Carreteras
Hacia el Este, la circunvalación 1, parte de la Troncal 3, conecta a Maracaibo con Barquisimeto, Carora, Valera, El Vigía, Mérida, Coro y Punto Fijo, a través de San Francisco, Santa Rita, Cabimas, Tía Juana, Ciudad Ojeda, Bachaquero y otros poblados. Hacia el Norte, la carretera Troncal 6 conecta a Maracaibo con Maicao, a través de San Rafael de El Moján, Sinamaica y otros poblados; hacia el Sur, conecta a Maracaibo con San Francisco, San Cristóbal y Cúcuta, a través de Villa del Rosario, Machiques, Casigua El Cubo, El Guayabo y otros poblados. Hacia el Oeste, dos carreteras conectan a Maracaibo y San Isidro con La Concepción y otros poblados; además, una carretera conecta a Maracaibo y San Isidro con San José, Lossada.

### Avenidas

#### Este-Oeste
La avenidas Libertador, Sabaneta y Don Manuel Belloso, interconectan las parroquias Bolívar, Chiquinquirá, Mara, Aranza, Acosta, Dagnino e Higuera. La única línea de metro de la ciudad, con seis estaciones, está elevada sobre las avenidas Sabaneta y Belloso. Tienen seis semáforos y cuatro distribuidores, y dan acceso al Terminal Lacustre; la universidad UNIR; el Centro de Artes; el edificio Beco Blohn; la avenida Colón; los centros comerciales San Andresito, Pasaje Comercio, Famicentro, San Felipe, Plaza Lago, La Redoma, Único, Gran Bazar, Lomas de La Misión, El Sol y El Varillal; las farmacias Saas y Farmadescuento; el banco Banesco; las Torres Petroleras de PDVSA; los mercados municipales Las Pulgas y Las Playitas; el ambulatorio Sabaneta; la sede del Saime de Sabaneta; las escuelas Santa Rita, Dr. Orangel Rodríguez, Santa María y Zulia; la escuela de teatro Inés Laredo; los bloques de apartamentos Las Flores, Paul, Virgen Chinita, Remia y La Vega; la fundación Musical Metro de Maracaibo; la plaza San Miguel, con la iglesia homónima; las clínicas Zulia y El Varillal; el restaurante de comida rápida McDonald's; las estaciones de servicio Sabaneta y Tarazón; la telefónica CANTV en Sabaneta; el consorcio Uzcátegui; las panaderías Gallo Verde y La Vanega; el orfanato Francisco de Miranda; los hoteles Aeropuerto y Venus; la cablera Inter; y la eléctrica Corpoelec en Caujarito, entre otros.

#### Norte-Sur
Las avenidas Las Delicias y René Moreno Camacho interconectan las parroquias Aranza, Chiquinquirá, Bolívar, Villalobos, Ávila y Coquivacoa. Tienen veintidós semáforos, un distribuidor con la circunvalación 1, y un paso elevado sobre las avenidas Las Delicias y Sabaneta. Dan acceso a las iglesias Universal del Reino de Dios, Sobre la Roca, pentecostal La Cruz, y católicas La Asunción y San Vicente de Paul, con el colegio homónimo; la planta termoeléctrica Ramón Laguna; las estaciones de servicio PDVSA, La Ranchería, Los Haticos, Nigale, El Carmen, Las Delicias, Doble R, Delicias Norte, D' Empaire y El Portal; los bloques de apartamentos Kimura, Las Delicias, Palmera, Las Morochas, Gaby, Delicias Plaza, El Turpial, Arrendajo, Imedeca, Guanaguanare, Tamaiba, María Paula, Karina, Vertice y El Parque; las escuelas Rebeca Soto de Morelo, El Brillante, Ramón Pompilio Oropeza, Los Robles y Nuestra Señora de Fátima; la tienda de hogar Decolevine; las ferreterías Tornillos y Acero, Ferremapoca, Ferrum, La Casa Azul y Ferretotal; el muelle Josefa Camejo; las tiendas automotrices La Japonesa, Autovidrios Latinos, Texas Motors y Rústicos del Norte; la gasífera AGA; las agropecuarias Agrocentro Mersan y Protinal; los banco de Venezuela, Provincial, Bicentenario y cuatro sucursales del BNC; la tienda de ropa Traki de Los Haticos; los supermercados El Brillante, Comercasur de Los Haticos, Enne, Justo y Bueno, y Fasto; las concesionarias Autos Venezuela, Toyoccidente de la Toyota, Fuji Motors de la Mitsubishi, y Millenium Cars de la Ford; la hilandería Venezuela; la textil Jatsu; la cementera Venezolana de Cementos; las paqueteras Domesa, Tealca, Zoom y MRW; los centros comerciales Angelini —con el banco Banesco—, Bazar Center, Simón Bolívar, Cima —con la tienda de ropa Traki—, Gran Bazar, Ciudad Chinita, Occidente, Unicentro Naro, Supercenter —con el supermercado Supermarket—, El Pilar, Delicias Plaza, El Savio, Riviera Mall, Ciudad Trinidad, Paseo Delicias, Las Delicias —con el supermercado Latino—, Bulevar Delicias, Doral Mall —con el gimnasio Synergy—, North Center —con el parque de atracciones Central Park—, Terra Nostra y Premier; la cervecería Regional; las universidades IUTE y José Gregorio Hernández; la fábrica de sal Indusalca; las constructoras Laticon y Omycca; el gimnasio Sardi; los mercados mayorista de pescados y de verduras; los terminales municipal y Aeroexpresos Ejecutivos; los mercados municipales Las Pulgas y Las Playitas; el palacio de Justicia; los cementerios El Cuadrado y El Redondo; las clínicas San Lucas, D' Empaire y Tomocid; los centros empresariales Occidente y Paseo 72; la farmacias Farmagrande, Farmabien, Farmapunto, Farmatodo, Maraplus de Las Delicias, Maraplus de Los Coches, Farmaexpress de Las Delicias y Maraplus Norte; la tienda de fiestas Mega Party; el edificio Regional; las tiendas de electrodomésticos Ivoo y Megahogar; el hotel Delicias; los restaurantes de comida rápida Papá Pollo, McDonald's, Pizza Hut, Peperoni y Esquina 3; los restaurantes Piamonte, Mi Ternerita y Ok Cosecha; el bodegón de La Reina; el instituto IPPLUZ; la comandancia de la Policía del Estado Zulia; los hospitales Clínico, Militar y Adolfo Pons, con la farmacia del IVSS; el vivero Jardín La Estrella; la eléctrica Corpoelec; los conjuntos residenciales Oasis Garden, Palma Dorada, Portal del Lago, Villas Oasis, Villa Mediterránea, Villa Alameda, y el militar Blanca Aurora, entre otros.

## Geografía

### Organización parroquial
El municipio Maracaibo está conformado por 18 parroquias:
| Organización parroquial del Municipio Maracaibo | Organización parroquial del Municipio Maracaibo | Organización parroquial del Municipio Maracaibo | Organización parroquial del Municipio Maracaibo |
| m                                               | m                                               | m                                               | m                                               |
| Parroquia                                       | Superficie                                      | Población (2016)                                | Densidad                                        |
| ----------------------------------------------- | ----------------------------------------------- | ----------------------------------------------- | ----------------------------------------------- |
| Antonio Borjas Romero                           | 20 km²                                          | 93.883 hab.                                     | 1.571,78 hab/km²                                |
| Bolívar                                         | 3 km²                                           | 46.610 hab.                                     | 6.870 hab/km²                                   |
| Cacique Mara                                    | 8 km²                                           | 94.340 hab.                                     | 9.292,5 hab/km²                                 |
| Caracciolo Parra Pérez                          | 14 km²                                          | 86. 282 hab.                                    | 3.305,86 hab/km²                                |
| Cecilio Acosta                                  | 7 km²                                           | 82.455 hab.                                     | 8.922,14 hab/km²                                |
| Cristo de Aranza                                | 18 km²                                          | 164.771 hab.                                    | 6.376,17 hab/km²                                |
| Coquivacoa                                      | 20 km²                                          | 130.585 hab.                                    | 4.529 hab/km²                                   |
| Chiquinquirá                                    | 12 km²                                          | 80.656 hab.                                     | 5.804,08 hab/km²                                |
| Francisco Eugenio Bustamante                    | 27 km²                                          | 268.883 hab.                                    | 9.584,86 hab/km²                                |
| Idelfonso Vásquez                               | 49 km²                                          | 183.165 hab.                                    | 3.738,06 hab/km²                                |
| Juana de Ávila                                  | 6 km²                                           | 97.580 hab.                                     | 12.930 hab/km²                                  |
| Luis Hurtado Higuera                            | 13 km²                                          | 79.484 hab.                                     | 6.114,15 hab/km²                                |
| Manuel Dagnino                                  | 11 km²                                          | 98.526 hab.                                     | 8.956,21 hab/km²                                |
| Olegario Villalobos                             | 15 km²                                          | 116.801 hab.                                    | 5.786,73 hab/km²                                |
| Raúl Leoni                                      | 9 km²                                           | 83.337 hab.                                     | 9.257,69 hab/km²                                |
| San Isidro                                      | 97 km²                                          | 66.545 hab.                                     | 1.304,59 hab/km²                                |
| Santa Lucía                                     | 6 km²                                           | 55.945 hab.                                     | 5.990,83 hab/km²                                |
| Venancio Pulgar                                 | 61 km²                                          | 142.192 hab.                                    | 691,67 hab/km²                                  |
| Municipio Maracaibo                             | 393 km²                                         | 1.972.040 hab.                                  | 4.206,64 hab/km²                                |

El Municipio Maracaibo es Recorrido también por tres Circunvalaciones:
- Circunvalacion 1 (Recorre los Municipios Maracaibo y Municipio San Francisco hasta el Puente General Rafael Urdaneta)

- Circunvalacion 2 (Recorre Los Municipios Maracaibo y Municipio San Francisco)
- Circunvalacion 3 (Recorre el Municipio Maracaibo)

## Turismo

### Lugares de interés
- Palacio de los Cóndores (Sede de la Gobernación del Estado Zulia).
- Palacio Municipal (Sede de La Alcaldía del Municipio Maracaibo)
- Calle Carabobo.
- Lago de Maracaibo.
- Monumento a San Sebastián (Patrono de Maracaibo)
- Basílica de Nuestra Señora de Chiquinquirá.
- Teatro Baralt.
- Casa de la Capitulación.
- Hospital Central "Doctor Urquinaona"
- El Puente General Rafael Urdaneta.(ubicado en el Municipio San Francisco)
- Centro de arte de Maracaibo Lía Bermúdez.
- Plaza Baralt.
- Centro Comercial Doral Center Mall
- Hospital Universitario de Maracaibo
- Mercado las Pulgas (Centro de Maracaibo)
- Casa natal del General en Jefe Rafael Urdaneta.
- Palacio Legislativo del Estado Zulia
- Plaza Bolívar de Maracaibo
- Centro Comercial Sambil Maracaibo
- Parque Vereda del Lago.
- Plaza Maracaibo Oeste
- Parque la Marina.
- Parque Urdaneta
- Parque Comunal de Manglares ''Tierra de Sueños''
- Plaza de las Banderas
- Hospital de Niños de Maracaibo
- Elevado de Delicias
- Avenida La Limpia
- Plaza el Ángel
- Monumento a la Virgen de Chiquinquirá
- MACZUL (Museo de Arte Contemporáneo del Zulia)
- Biblioteca Pública del Zulia
- Cementerio San Sebastián
- Cementerio El Cuadrado
- Plaza Indio Mara
- Plaza de La República
- Cementerio Sagrado Corazón de Jesús
- La Curva de Molina
- Centro Comercial Ciudad Chinita
- Calle 72
- Calle 77 o Avenida 5 de Julio
- Calle 93 o Avenida Urdaneta (antigua Av. Padilla)
- Angelito de Amparo
- Centro Comercial Galerías Mall
- Jardín de los Bucares
- Boulevard Santa Lucía
- Kilómetro 4  (Ubicado en los Límites entre el Municipio Maracaibo y San Francisco)
- Carro Chocado (Ubicado en los Límites entre el Municipio Maracaibo y San Francisco)
- Maracaibo Country Club
- Avenida 91 Via La Concepción (Vía Hacia el Municipio Jesus Enrique Lossada)
- Iglesia San Tarcisio
- Museo Ciudad de Dios
- Hospital Madre Rafols
- Metro de Maracaibo
- Hospital Chiquinquirá

## Política y gobierno

### Alcaldes

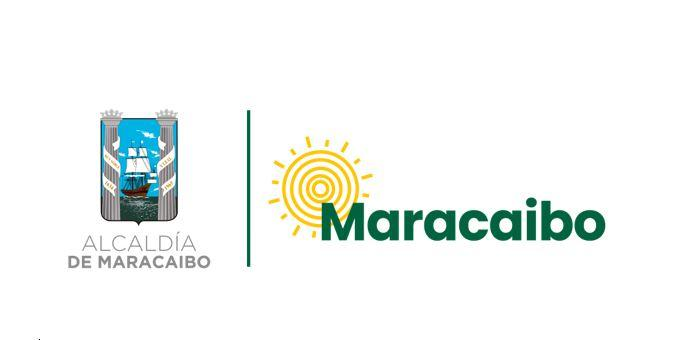
Logo de la Alcaldía durante la gestión (2021-2025).

| Período     | Alcalde                    | Partido político / Alianza | % de votos | Notas |
| ----------- | -------------------------- | -------------------------- | ---------- | --- |
| 1989 - 1992 | Fernando Chumaceiro        | COPEI                      | 42,84      | Primer alcalde bajo elecciones directas |
| 1992 - 1995 | Fernando Chumaceiro        | COPEI                      | 56,73      | Reelecto |
| 1995 - 2000 | Manuel Rosales             | AD                         | -          | Segundo alcalde bajo elecciones directas (se realizaron elecciones generales adelantadas en el 2000 debido a la aprobación de la Constitución de 1999) |
| 2000 - 2004 | Gian Carlo Di Martino      | UNT                        | 56,05      | Tercer alcalde bajo elecciones directas. Electo por UNT, luego se incorpora al MVR.                                                                    |
| 2004 - 2008 | Gian Carlo Di Martino      | MVR                        | 49,58      | Reelecto |
| 2008 - 2009 | Manuel Rosales             | UNT                        | 59,90      | Cuarto alcalde bajo elecciones directas (se marcha a Perú en abril del 2009 como exilado político)                                                     |
| 2009 - 2010 | Daniel Ponne               | UNT                        | -          | Alcalde interino (hasta las elecciones especiales del 2010)                                                                                            |
| 2010 - 2013 | Eveling Trejo de Rosales   | UNT                        | 58,64      | Quinta alcaldesa bajo elecciones directas (se postergan 1 año las elecciones municipales pautadas para finales del 2012)                               |
| 2013 - 2017 | Eveling Trejo de Rosales   | UNT / MUD                  | 51,74      | Reelecta |
| 2017 - 2021 | Willy Casanova             | PSUV                       | 50,42      | Sexto alcalde bajo elecciones directas |
| 2021 - 2024 | Rafael Ramírez Colina      | PJ / MUD                   | 51,47      | Séptimo alcalde bajo elecciones directas |
| 2024        | Vanessa Linares de Ramirez | PJ / MUD                   | -          | Alcaldesa Interina tras la detención de Rafael Ramirez. Renunció el 8 de octubre de 2024                                                               |
| 2024 - 2025 | Adrián Romero Martínez     | UNICA                      | -          | Alcalde Temporal por designación del Concejo Municipal de Maracaibo.                                                                                   |
| 2025 - 2029 | Gian Carlo Di Martino      | PSUV                       | 73,64      | Octavo alcalde bajo elecciones directas |

### Concejo municipal
Período 1989 - 1992
| Concejales:           | Partido político / Alianza |
| --------------------- | -------------------------- |
| Joaquin Chaparro      | COPEI                      |
| Alcibiades Castro     | COPEI                      |
| Leandro Neuman        | COPEI                      |
| Luis Parodi           | COPEI                      |
| José Torres           | COPEI                      |
| Guillermo Castellanos | COPEI                      |
| Freddy Araujo         | COPEI                      |
| Santiago Garibaldi    | AD                         |
| Jesús Luzardo         | AD                         |
| María Hernández       | AD                         |
| Rodolfo Álvarez       | AD                         |
| Luis Camacho          | AD                         |
| José Nava             | MAS                        |
| Arsenio Bermúdez      | MAS                        |
| Jhonny Durán          | MAS                        |
| Segundo Chirinos      | MAS                        |
| Ender Hernández       | MAS                        |

Período 1992 - 1995
| Concejales:           | Partido político / Alianza |
| --------------------- | -------------------------- |
| Joaquin Chaparro      | COPEI                      |
| Nelida Aguirre        | COPEI                      |
| Marcos Albornoz       | COPEI                      |
| Kenic Navarro         | COPEI                      |
| Carmen Fernández      | COPEI                      |
| Guillermo Castellanos | COPEI                      |
| Jesús Romero          | COPEI                      |
| José Perela           | COPEI                      |
| Juan Rivas            | COPEI                      |
| Delfín González       | COPEI                      |
| José Torres           | COPEI                      |
| Horacio Marín         | AD                         |
| Carlos Medina         | AD                         |
| Nora Herrera          | AD                         |
| María Hernández       | AD                         |
| Freddy Luque          | MAS                        |
| José Barrientos       | MAS                        |

Período 1995 - 2000
| Concejales:          | Partido político / Alianza |
| -------------------- | -------------------------- |
| Horacio Marín        | AD                         |
| Exio Medrano         | AD                         |
| Jesus Luzardo        | AD                         |
| Eglis García         | AD                         |
| Maris Urdaneta       | AD                         |
| Julio Urribarri      | AD                         |
| Balbino García       | AD                         |
| Alvaro Sánchez       | AD                         |
| Javier Perozo        | AD                         |
| Joaquin Chaparro     | COPEI                      |
| Guillermo Carrasquel | COPEI                      |
| Susana de Cuenca     | COPEI                      |
| Freddy Luque         | MAS                        |
| Gregrorio Rodríguez  | MAS                        |
| Rafael Araujo        | MAS                        |
| Adaulfo Carrasquero  | LCR                        |
| Orlando Reina        | LCR                        |

Período 2000 - 2005
| Concejales:       | Partido Político/Alianza  | Circunscripción                                                                   |
| ----------------- | ------------------------- | --------------------------------------------------------------------------------- |
| Eglis Garcia      | UNT                       | Cristo de Aranza y Cecilio Acosta                                                 |
| Balmore Rodríguez | UNT                       | Luis Hurtado Higuera y Manuel Dagnino                                             |
| Jesús Luzardo     | UNT                       | Francisco Eugenio Bustamante, San Isidro, Antonio Borjas Romero y Venancio Pulgar |
| Angel Monagas     | UNT                       | Caracciolo Parra Pérez y Raúl Leoni                                               |
| Daniel Ponne      | UNT                       | Coquivacoa, Idelfonso Vásquez y Juana de Ávila                                    |
| Ada Raffalli      | UNT                       | Olegario Villalobos, Bolívar y Santa Lucía                                        |
| Sayde Sanso       | MVR                       | Cacique Mara y Chiquinquirá                                                       |
| Raiza Muñoz       | MVR                       | (Todo el Municipio)                                                               |
| Arnoldo Olivares  | MVR                       | (Todo el Municipio)                                                               |
| Williams Ceballo  | MVR                       | (Todo el Municipio)                                                               |
| Martin Albarran   | MVR                       | (Todo el Municipio)                                                               |
| Maris Urdaneta    | AD                        | (Todo el Municipio)                                                               |
| Inés Lopez        | (Representación Indígena) | (Todo el Municipio)                                                               |

Período 2005 - 2013
| Concejales:        | Partido Político/Alianza  | Circunscripción                                                                   |
| ------------------ | ------------------------- | --------------------------------------------------------------------------------- |
| Jacqueline Romero  | UNT                       | Cristo de Aranza y Cecilio Acosta                                                 |
| Balmore Rodríguez  | UNT                       | Luis Hurtado Higuera y Manuel Dagnino                                             |
| Jesús Luzardo      | UNT                       | Francisco Eugenio Bustamante, San Isidro, Antonio Borjas Romero y Venancio Pulgar |
| Maris Urdaneta     | UNT                       | Caracciolo Parra Pérez y Raúl Leoni                                               |
| Daniel Ponne       | UNT                       | Coquivacoa, Idelfonso Vásquez y Juana de Ávila                                    |
| Gerardo Antunez    | UNT                       | Cacique Mara y Chiquinquirá                                                       |
| Ada Raffalli       | UNT                       | Olegario Villalobos, Bolívar y Santa Lucía                                        |
| Juan Pablo Guanipa | PJ                        | (Todo el Municipio)                                                               |
| Emerita Urdaneta   | AD                        | (Todo el Municipio)                                                               |
| Jairo Bao          | MVR                       | (Todo el Municipio)                                                               |
| Henry Ramírez      | MVR                       | (Todo el Municipio)                                                               |
| Egda Vilchez       | MVR                       | (Todo el Municipio)                                                               |
| Inés Lopez         | (Representación Indígena) | (Todo el Municipio)                                                               |

Período 2013 - 2018:
| Concejales:         | Partido Político/Alianza  | Circunscripción     |
| ------------------- | ------------------------- | ------------------- |
| Leonardo Fernández  | MUD                       | 1                   |
| Carlos Faría        | MUD                       | 5                   |
| Jorge Luis González | MUD                       | 5                   |
| Carlos Armijo       | MUD                       | 6                   |
| Ada Rafalli         | MUD                       | 7                   |
| Manuel García       | MUD                       | (Todo el Municipio) |
| Maris Urdaneta      | MUD                       | (Todo el Municipio) |
| Elodia Petit        | PSUV                      | 2                   |
| Marnic Gamez        | PSUV                      | 3                   |
| Sixta Piña          | PSUV                      | 3                   |
| José Sierra         | PSUV                      | 4                   |
| Egda Vilchez        | PSUV                      | (Todo el municipio) |
| Inés López          | (Representación Indígena) | (Todo el municipio) |

Período 2018 - 2021
| Concejales:       | Partido Político/Alianza  | Circunscripción     |
| ----------------- | ------------------------- | ------------------- |
| miriam Ruíz       | PSUV                      | 1                   |
| Marelys Hernández | PSUV                      | 2                   |
| Segundo Nolaya    | PSUV                      | 3                   |
| Marnic Gámez      | PSUV                      | 3                   |
| Jose Sierra       | PSUV                      | 3                   |
| Enrique Bastidas  | PSUV                      | 4                   |
| Maria Arcaya      | PSUV                      | 4                   |
| Jacqueline Pirela | PSUV                      | 5                   |
| Junior Colina     | PSUV                      | 6                   |
| Enmanuel Pulgar   | PSUV                      | (Todo el Municipio) |
| Jessy Gascón      | PSUV                      | (Todo el Municipio) |
| Gerad Hernández   | PSUV                      | (Todo el Municipio) |
| Arly González     | (Representación Indígena) | (Todo el municipio) |

Período 2021 - 2025
| Concejales:        | Partido Político/Alianza  | Circunscripción     |
| ------------------ | ------------------------- | ------------------- |
| Orlando Chacón     | MUD                       | 1                   |
| Yineska Contreras  | MUD                       | 2                   |
| Daniel Ponne       | MUD                       | 3                   |
| Elizabeth Martínez | MUD                       | 4                   |
| Jaime Buelvas      | MUD                       | (Todo el Municipio) |
| Juan Urdaneta      | MUD                       | (Todo el Municipio) |
| Eduardo Vale       | MUD                       | (Todo el Municipio) |
| José Bermúdez      | MUD                       | (Todo el Municipio) |
| Omar Molina        | MUD                       | (Todo el Municipio) |
| José Sierra        | PSUV                      | (Todo el Municipio) |
| Jessy Gascón       | PSUV                      | (Todo el Municipio) |
| Daniela Bravo      | PSUV                      | (Todo el Municipio) |
| Arly Gonzalez      | (Representación Indígena) | (Todo el municipio) |